# Horváth István (régész)
Horváth István (Esztergom, 1940 –) régész, helytörténész, múzeumigazgató, középiskolai tanár.

## Élete
Érsekújvár környéki pedagógus családból származik. Édesapja Horváth Dezső Bényben lett kántortanító, testvérei még Bényben születtek. 1940-ben már Párkányban laktak. A visszacsatolás után 1939-től édesapja Esztergomban az Esztergom vármegyei Tanfelügyelőségen dolgozott. A második világháború után családját Csehszlovákiából kiutasították.
Általános és középiskolai tanulmányait Esztergomban végezte. Műszerész szakképesítést szerzett, s a Labor Műszerészipari Művekben helyezkedett el 1961-ig, majd 1966-ban az Eötvös Loránd Tudományegyetemen középkori régész- és történelem szakos tanári diplomát szerzett. 1967-től a Balassa Bálint Múzeum régésze, 1969-2012 között kinevezett igazgatója volt. 1974-ben doktorált. Az ELTE régészeti tanszékének külső munkatársa volt. Elvégezte a marxizmus—leninizmus esti egyetem szakosítóját esztétikai tagozaton. 1985-ben visszalépett az országgyűlési képviselőjelöltségtől.
Társadalmi-közéleti és tudományos munkásságáért és Esztergom városért kifejtett tevékenységéért több elismerést kapott. Tudományos munkássága elsősorban Esztergommal kapcsolatos: például az esztergomi vár, a középkori város és Esztergom vármegye emlékei. Több évtizeden keresztül végzett régészeti- és építés- valamint településtörténeti kutatásokat. A Bős-Nagymaros vízduzzasztó építésekor a Duna mentén végzett ásatásokat.

## Elismerései
- Akadémiai Díj (1981)
- Móra Ferenc-díj (1984)
- Esztergom díszpolgára (1985)
- Kuzsinszky Bálint-emlékérem (1985)
- Rómer Flóris-emlékérem (1998)
- A Magyar Érdemrend lovagkeresztje (2003)
- Schönvisner István-díj (2005)
- A Magyar Érdemrend tisztikeresztje (2013)
- a Szocialista Kultúráért
- „Esztergomért” emlékplakett

## Művei
- 2000 István király és Esztergom. Magyar Múzeumok 2000/3
- 2001 Esztergom a barokk korban. Limes 2001/1-2, 265-274
- 2002 Esztergom török katonai építkezései. In: A Hódoltság régészeti kutatása. Budapest, 71-82
- 2002 Az esztergomi Balassa Bálint Múzeum története (és jeles emlékei). In: A magyar múzeumok születése. Budapest
- 2003 Esztergom a középkorban. In: Walter Brunner (szerk.): Strigonium Antiquum VI. Mariazell és Magyarország. Esztergom-Graz, 137–143
- 2004 Balassa Bálint megsebesülése Esztergom-Víziváros 1594. május 19. Magyar Múzeumok 2004/3
- 2004 Esztergom fokozott és kiemelt jelentőségű középkori emlékei. In: Régészeti Értékeink. Budapest (tsz. Nagy Levente)
- 2005 A középkori Esztergom története és helyrajza. In: Esztergom, Szent István városa (társszerző)
- 2005 Esztergom és környéke története. – A híd előtörténete. In: Térségek, kapcsolatok, hidak. (110 éves a Mária Valéria Híd). Budapest, 11-22
- 2007 Régészeti kutatások Esztergom-Vízivárosban. In: Műemlékvédelem LI/4, 256-261.
- 2007 Özicseli Hadzsi Ibrahim dzsámi. Esztergom